# ポリテクニック

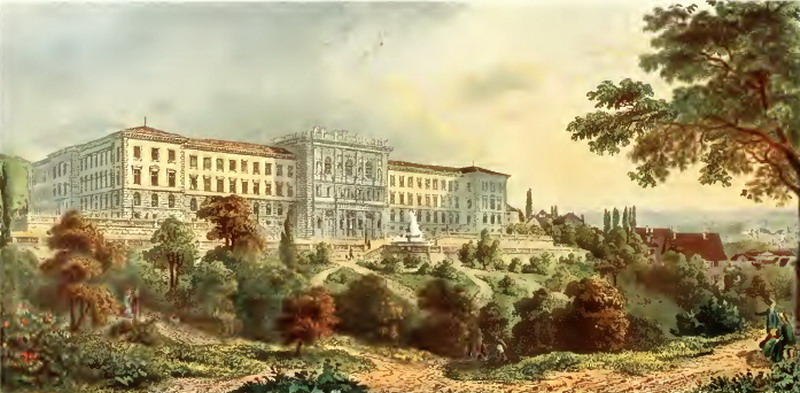
Polytechnikum （スイス、1865年）

ポリテクニック (Polytechnic) とは、高等教育機関の一種。大学機関が主に学問（学術）を教える組織であるのに対し、ポリテクニックでは実学（職業教育）を中心に教育課程が編成されている。英語の polytechnic の名称は、フランス・パリに1794年に設立されたエコール・ポリテクニークに由来する。
日本においては、ポリテクニックの仮名文字を含む教育機関はないが、英名でPolytechnicを含む教育機関が存在する。また、独立行政法人高齢・障害・求職者雇用支援機構が運営する職業訓練施設の愛称に「ポリテク」が用いられている。

## 各国の制度

### フランス語圏
フランス
- エコール・ポリテクニーク
- ロレーヌ国立ポリテクニーク
- トゥールーズ国立ポリテクニーク

カナダ
- エコール・ポリテクニーク・モントリオール（École polytechnique de Montréal）

ベルギー
- エコール・ポリテクニーク・ブリュッセル（École polytechnique de Bruxelles）

スイス
- スイス連邦工科大学ローザンヌ校（École polytechnique fédérale de Lausanne）

ドイツ語圏
- チューリッヒ工科大学 - 旧称 Eidgenössische Polytechnische Schule

### アメリカ合衆国
アメリカのポリテクニックは、STEM教育 (Science(科学)、Technology(技術)、Engineering(工学)、Mathematics(数学)) に特化した研究集約型の高等教育機関で、以下のような名称によって分類される。博士号まで取得できるポリテクニックもある。
- Institute of Technology
- Polytechnic Institute
- Polytechnic University
- University of Technology
- Technological University

### イギリス
イギリスにはかつてポリテクニックがあったが、サッチャー政権下でウェストミンスター大学など大学に再編された。

### フィンランド
フィンランドのポリテクニック(en:Ammattikorkeakoulu, AMK) は、多くは3-4年間教育であり、 第3期の教育の学生の58%以上を占めている。AMKではポリテク学士号（Polytechnic Bachelor Degree）、ポリテク修士号（Polytechnic Master Degree）を付与される。
大学とポリテクで優越があるわけではなく、学術研究は大学、実学分野はポリテクニックとなっている。一般的に、大学は研究者や高度専門職を養成するのに対して、AMKは実学を教える傾向が強く、おもに職業高校の卒業生が入学する高等教育機関である。32校はデュアルシステムに取り組んでいる（2000年）
1999年のデータでは、前年度に大学を卒業した者の半数以上は中央政府・地方政府に就職したが、一方でAMK卒業生の75%は民間企業にて職を得ており、またAMK卒業生は起業する率が2倍以上高かった。

### オーストラリア
オーストラリアのTAFE制度はポリテクニックの制度に近い制度である。

### 日本のポリテク
職業能力開発総合大学校（略称：能開大、職業大）の英称はPolytechnic Universityである。職業能力開発総合大学校総合課程（大学学部相当）を卒業すると、独立行政法人大学改革支援・学位授与機構より学士（生産技術）が授与される。
また、東京工芸大学（略称：工芸大、写大）の英称はTokyo Polytechnic Universityであり、2002年以前はTokyo Institute of Polytechnicsであった。
公共職業能力開発施設各校の通称は、職業能力開発促進センター（通称：ポリテクセンター・英称：Polytechnic Center・訓練期間6ヶ月以下）、職業能力開発大学校（通称：ポリテクカレッジ・英称：Polytechnic College・訓練期間2年+2年）、職業能力開発短期大学校（通称：ポリテクカレッジ・英称：Polytechnic College・訓練期間2年）である。これらは学校教育法に基づく学校教育とは異なり、職業能力開発促進法に基づく職業訓練のための施設であるため、これらの施設を修了・卒業しても専門士・準学士・短期大学士や高度専門士・学士などの学位・学術称号を取得することはできないが、技能照査試験に合格すれば技能士補の称号が与えられる。

### ニュージーランド
ニュージーランドのポリテクニックは専修学校を中心とした形態を持ち、実務に即した職業資格の取得を目的とする高等教育機関として運営されている。2000年以降は高等教育機関整理縮小の影響を受け、大学との明確な境目を設けず学士号から博士号まで取得できる（博士課程のみ一部のポリテクニックに設置）。専攻領域により大学院修士課程・博士課程へ進学する学生も多い。
- Otago Polytechnic

### 大韓民国
韓国では、専門大学という二年制の大学が専門教育にあたっているが、韓国ポリテク大学が設立された。

### シンガポール
シンガポールのポリテクニックは高等技術専門学校ないし高等専門学校と訳される3年制の学校でディプロマ (diploma) を取得できる。シンガポールは複線型の教育制度をとっていて統一試験によって振り分けられていく制度である。そのため、小学校6年で中学校が4年 - 5年となっており中学卒業時には試験によってジュニアカレッジ・ポリテクニック・技術インスティチュートに分けられる。ジュニアカレッジは旧制高等学校のような大学進学に備える学校であり、ポリテクニックは職業に直結するような高度な専門知識を学び、日本でいえば高等専門学校のようなものである。進学に関しては成績が良ければ国内の大学へ編入できることもあるが、海外大学のシンガポール分校もしくはオーストラリアなど英語圏の大学へ進学することが多い。 逆に職業訓練校の成績優秀者がポリテクニックへ編入することもあるが、その場合は大学へ編入することは稀である。